# Abbaye de Prüm
L'abbaye bénédictine de Prüm en Allemagne (Eifel) a été fondée par des moines d'Echternach sur des terres offertes en 721 par Bertrade l'Ancienne (676-740), mère de Caribert, père de Bertrade de Laon dite "Au grand pied", épouse de Pépin le Bref.

## Histoire
Ce monastère a été réédifié en 752 par le roi Pépin et son épouse Bertrade de Laon (mère de Charlemagne).
L'abbaye disposait d'une vaste étendue de terres. Celles-ci allaient jusqu'en Bretagne, jusqu'au Taunus et jusqu'aux Pays-Bas. Plusieurs abbayes et cloîtres dépendaient de cette abbaye, notamment Revin en France dans les Ardennes, Güsten près de Juliers, à Bad Münstereifel et Altrip.

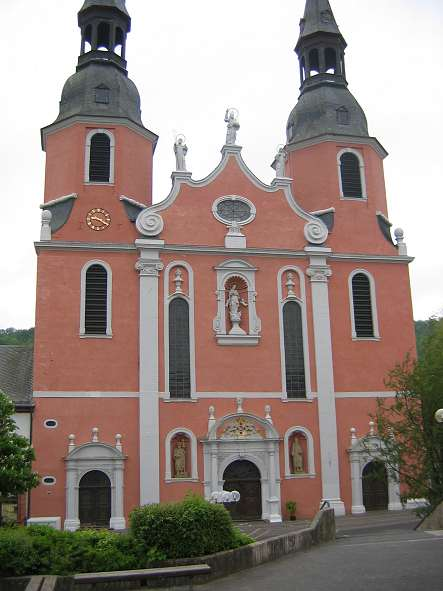
Église abbatiale Saint-Sauveur de Prüm.

Une première mention écrite de l'existence du monastère témoigne d'ailleurs de cette extension, puisque entre 886 et 888, les moines reçoivent un terrain dans la ville d'Angers des mains de Rainon, évêque de la ville. Puis l'existence du monastère est confirmée dans le registre cadastral de Prüm de 893 (à l'époque de l'abbé Réginon de Prüm).
L'abbaye a accueilli plusieurs personnalités célèbres telles que l'abbé Markquard (Marward, Markward) de Bouillon, conseiller de Louis le Pieux, les saints Adon de Vienne, Ansbald de Prüm et Hungerus Frisius. Le moine et poète Wandalbert de Prüm et l'écrivain Réginon de Prüm vécurent également à l'abbaye.
Prüm fut également un lieu de retraite pour les Carolingiens : Charles le Chauve y fut banni durant une partie de son enfance, ainsi que Pépin le Bossu, fils aîné, illégitime et conspirateur de Charlemagne, qui y termina ses jours en 811. L'Empereur Lothaire Ier s'y réfugia quelque temps et y prit l'habit six jours avant sa mort, en septembre 855.

## Dates importantes
- 23 juin 721 - (première) fondation avec l'aide de moines d'Echternach.
- 27 mai 752 - (deuxième) réelle fondation par des moines bénédictins de l'abbaye de Saint-Faron près de Meaux. À cette occasion eut lieu la translation des reliques des martyrs Marius, Audifax et Abachum et d'une partie des Sandales du Christ, que Pépin reçut du pape Étienne II, successeur du pape Zacharie.
- 799 Consécration officielle de l'église abbatiale en présence de Charlemagne et du pape Léon III. L'église s'appelle depuis lors église du Saint-Sauveur.
- 855 Traité de Prüm établissant la division de l'empire de Lothaire Ier entre ses trois fils.
- 882 première attaque des Vikings avec destruction du monastère.
- 892 deuxième attaque des Vikings avec fuite des moines vers Dasburg.
- 1222 l'abbaye de Prüm est élevée au rang de principauté par Frédéric II
- 1576 rattachement de l'abbaye, contre sa volonté, à l'électorat de Trèves. Cette union faisait probablement suite à des tendances réformatrices existant depuis 1554 sous les pressions de l'archevêque de Trèves auprès du pape. Le dernier abbé Christoph de Manderscheid-Kayl décéda en 1576 et Jacob III von Eltz, archevêque de Trèves, lui succéda, sous les protestations des moines.
- 1721 transformation de l'église abbatiale en style rococo sous le règne de François-Louis de Neubourg.
- 1748 les autres bâtiments abbatiaux sont transformés par Andreas Seitz d'après des plans de Balthasar Neumann. La construction s'est achevée en 1912.
- 1794 dissolution de l'abbaye, à la suite des mesures de sécularisation prises par les Français.
- 1802 l'église abbatiale devient une église paroissiale.
- 1827 Prüm devient le siège d'un doyenné.
- 1860 découverte des ossements de Lothaire Ier et des reliques des saints Primus et Felicianus
- 1874/75 construction d'une nouvelle tombe pour les dépouilles.
- 1891 les médecins et pharmaciens de Prüm créent une nouvelle châsse pour les reliques des saints Marius, Audifax et Abachum.
- 1896 inauguration d'une nouvelle châsse pour les reliques des saintes sandales du Christ.
- 1927 transfert de l'autel baroque de l'église des Carmes Saint-Nicolas de Bad Kreuznach vers Prüm.
- décembre 1944 l'abbaye est gravement endommagée lors de l'offensive des Ardennes.
- Le soir de Noël 1944 effondrement du milieu et du côté droit lors d'un bombardement.
- 1950 fin de la reconstruction de l'église. La même année Pie XII élève l'église au rang de basilique mineure.
- 1952 fin de la reconstruction de l'abbaye.

## Abbés de Prüm